# Console dei Placiti
Die Console dei Placiti war eine konsularische Vertretung der Republik Genua, auch bekannt als Konsul für Zivilsachen, mit Zuständigkeit für zivile Angelegenheiten. Fast alle Männer, die im 12. Jahrhundert in Genua lebten, wechselten sich hier ab.

## Anzahl
Die Anzahl der Consoli dei Placiti variierte je nach Zeit und Umständen. Ab 1134 waren sie acht, so viele wie die „compagne“, in welche die Bürger eingeteilt waren.

## Sitz
Der Sitz, in dem die Consoli dei Placiti ihre Tätigkeit ausübten, befand sich bis 1190 im Palast des Erzbischofs, der dafür jährlich hundert Soldi erhielt. Um die weltliche Regierung der Stadt von der religiösen Macht der Kurie zu trennen, wurde 1190 beschlossen, dass die Consoli dei Placiti abwechselnd drei Monate in Santa Maria di Castello, drei Monate in San Giorgio, weitere drei Monate in San Donato und nur die letzten drei im erzbischöflichen Palast ausüben sollten.

## Personen die dieses Amt ausgeübt haben
- Guglielmo Barca, 1137[3]
- Guglielmo Stancone, 1149, 1155 und 1157
- Amico Grillo, 1157 und 1161
- Ido Gontardo, 1156
- Oberto Cancelliere, 1147, 1149, 1153, 1157, 1160 und 1162
- Ingo Della Volta, Sohn des Cassizio 1188 (getötet)
- Fulcone Spezzapietra, 1191 und 1194.